# September 2010
Portal Geschichte | Portal Biografien | Aktuelle Ereignisse | Jahreskalender | Tagesartikel

◄ |
20. Jahrhundert |
21. Jahrhundert

◄ |
1980er |
1990er |
2000er |
2010er
| 2020er | 2030er | 2040er

◄ |
2006 |
2007 |
2008 |
2009 |
2010
| 2011 | 2012 | 2013 | 2014 | ►

◄ |
Juni 2010 |
Juli 2010 |
August 2010 |
September 2010 |
Oktober 2010 |
November 2010 |
Dezember 2010 |
►
Dieser Artikel behandelt tagesbezogene Nachrichten und Ereignisse im September 2010.

## Tagesgeschehen

### Mittwoch, 1. September 2010
- Berlin/Deutschland: Das Kabinett beschließt im Rahmen des Haushaltsbegleitgesetzes die Umsetzung einiger Punkte des Sparpakets der Bundesregierung.[1]
- Lahore/Pakistan: Bei mehreren Selbstmordanschlägen auf Schiiten kommen mindestens 38 Menschen ums Leben und mehr als 300 weitere werden verletzt.[2]
- Venedig/Italien: Die 67. Internationalen Filmfestspiele werden mit Darren Aronofskys Black Swan eröffnet.[3]

### Donnerstag, 2. September 2010

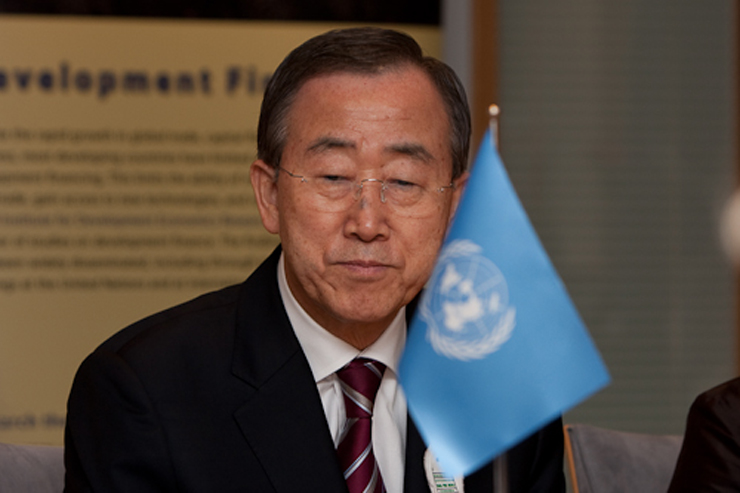
Ban Ki-moon

- General Tervino / Mexiko: Die Streitkräfte Mexikos räumen im Bundesstaat Nuevo León ein Trainingsgelände, das mutmaßlich einer Gang zur Ausbildung von Kämpfern im Drogenkrieg dient. Es entwickelt sich eine Schießerei, bei der mindestens 25 Menschen sterben.[4]
- Laxenburg/Österreich: Repräsentanten aus 35 Staaten, darunter UN-Generalsekretär Ban Ki-moon, gründen die Internationale Anti-Korruptionsakademie (IACA).[5]
- Washington, D.C. / Vereinigte Staaten: Unter Vermittlung von US-Präsident Barack Obama nehmen Israels Ministerpräsident Benjamin Netanjahu und sein palästinensischer Amtskollege Mahmud Abbas die seit zwei Jahren unterbrochenen direkten Friedensverhandlungen zur Lösung des Nahostkonfliktes wieder auf.[6]

### Freitag, 3. September 2010
- Mainz/Deutschland: Am Standort des 1938 von den Nationalsozialisten zerstörten alten Gotteshauses wird die neue Synagoge eingeweiht.[7]
- Quetta/Pakistan: Bei einem Selbstmordanschlag auf Schiiten kommen mindestens 64 Menschen ums Leben und mehr als 150 weitere werden verletzt.[8]

### Samstag, 4. September 2010

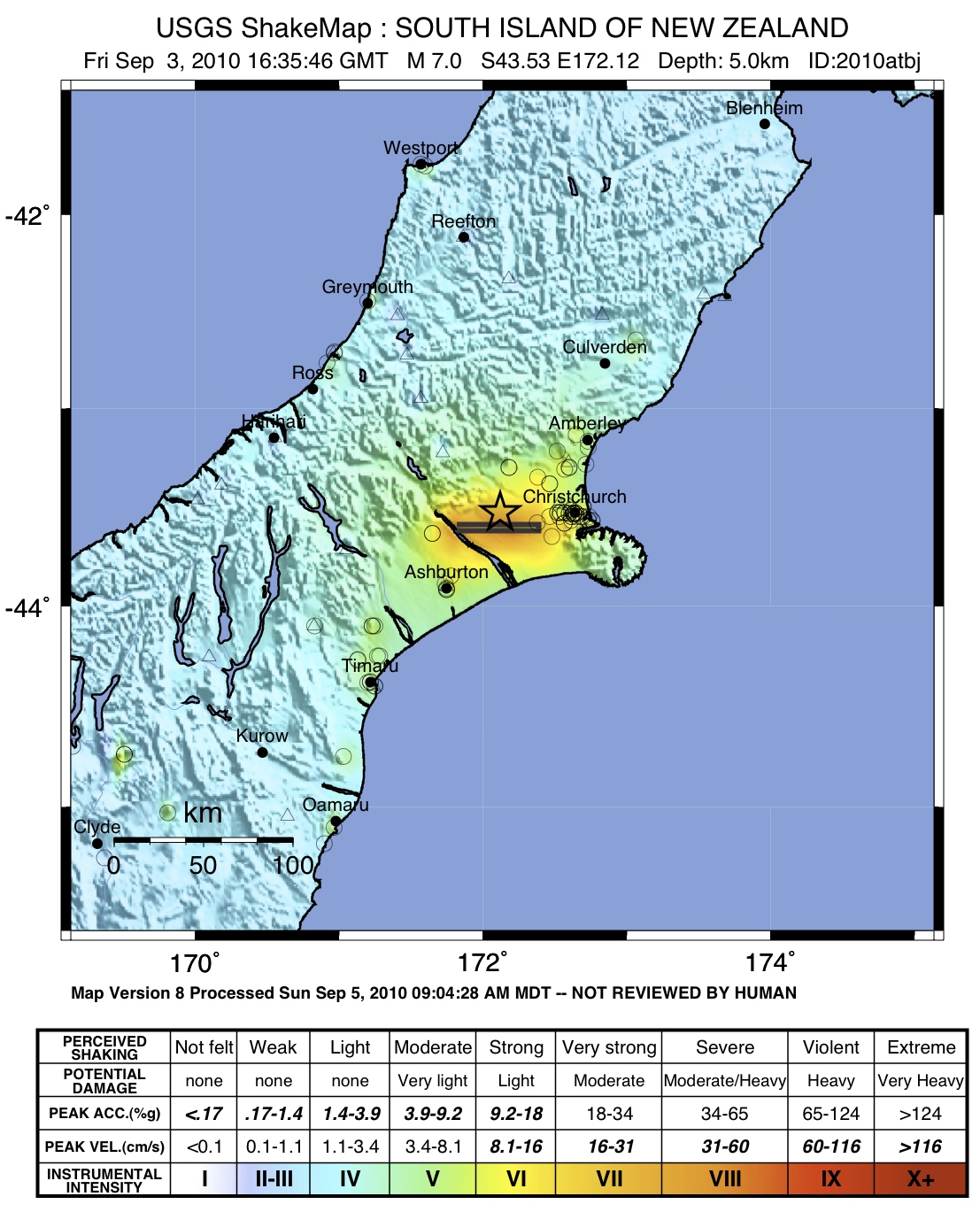
Schematische Darstellung des Erdbebens in Neuseeland

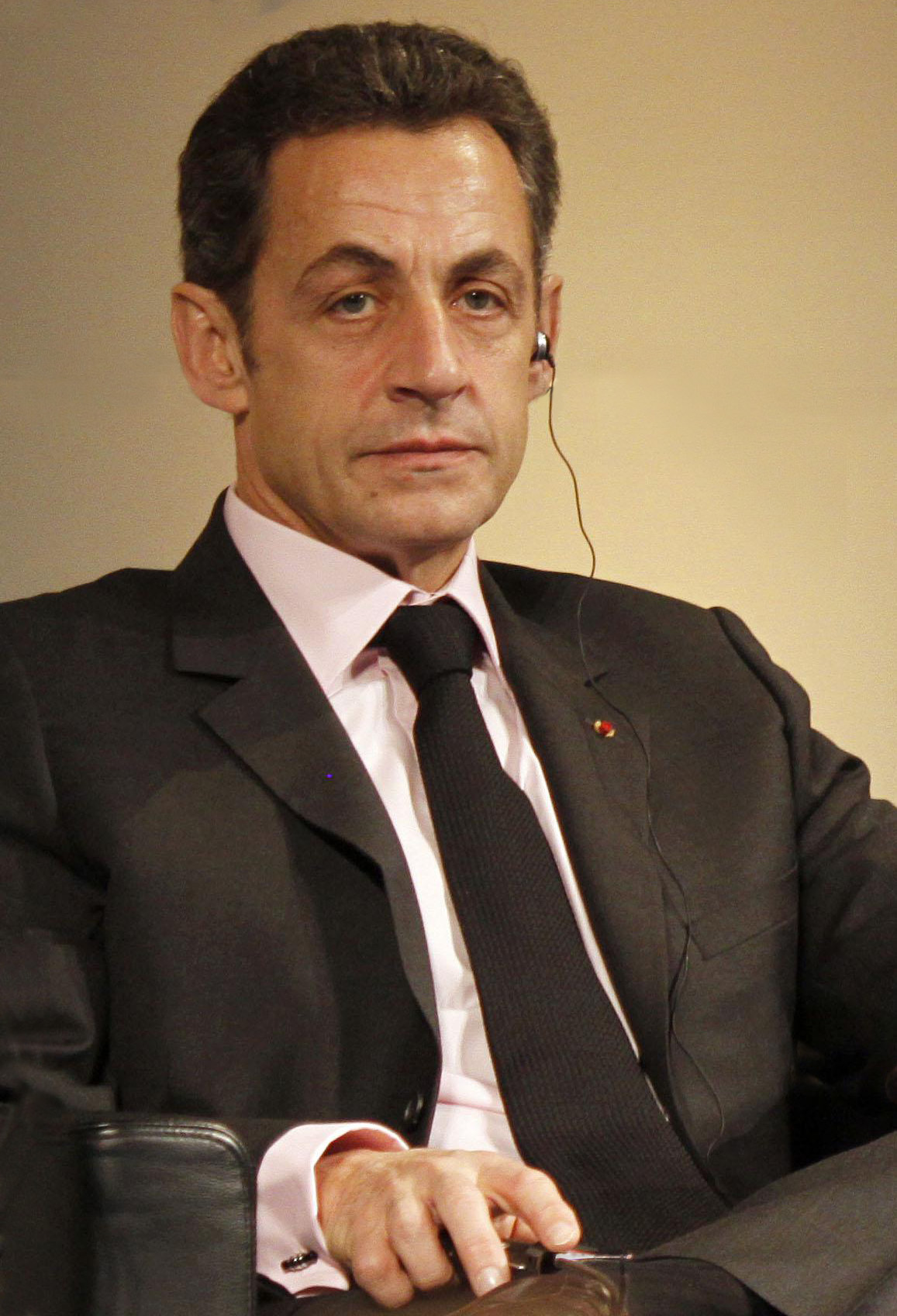
Nicolas Sarkozy

- Christchurch/Neuseeland: Ein Erdbeben der Stärke 7,1 Mw verursacht Sachschäden von umgerechnet rund 1,1 Milliarden Euro.[9]
- Guatemala-Stadt/Guatemala: Bei Erdrutschen infolge starker Regenfälle kommen mindestens 18 Menschen ums Leben.[10]
- Paris/Frankreich: Zehntausende von Bürgern protestieren im ganzen Land gegen die Politik von Präsident Nicolas Sarkozy und fordern ihn auf, die massenhafte Abschiebung von Roma nach Bulgarien und Rumänien zu beenden.[11]

### Sonntag, 5. September 2010
- Berlin/Deutschland: Die Bundesregierung beschließt eine Laufzeitverlängerung für die Kernkraftwerke um bis zu 14 Jahre.[12]
- Kinshasa/DR Kongo: Bei zwei Schiffsunglücken in den vergangenen Tagen kommen mindestens 270 Menschen ums Leben und mehr als 60 weitere werden vermisst.[13]
- London/Vereinigtes Königreich: Neuseeland gewinnt das Finale der Frauen-Rugby-Union-Weltmeisterschaft 13:10 gegen England.

### Montag, 6. September 2010
- Lakki Marwat/Pakistan: Bei einem Anschlag der Taliban auf eine Polizeiwache im Nordwesten des Landes kommen mindestens 19 Menschen ums Leben und mehr als 45 weitere werden verletzt.[14]
- Mailand/Italien: Der mit einer Million Schweizer Franken dotierte Preis der Internationalen Balzan-Stiftung für herausragende Wissenschaftler geht an den deutschen Theaterhistoriker Manfred Brauneck, den brasilianischen Mathematiker Jacob Palis, den japanischen Biologen Shin’ya Yamanaka und den italienischen Historiker Carlo Ginzburg.[15]
- München/Deutschland: Im Prozess um den Tod des Managers Dominik Brunner verurteilt das Landgericht I die beiden Angeklagten wegen Mordes und Körperverletzung mit Todesfolge zu langjährigen Haftstrafen.[16]

### Dienstag, 7. September 2010
- Paris/Frankreich: Israel wird 33. Mitgliedstaat der Organisation für wirtschaftliche Zusammenarbeit und Entwicklung.[17]
- San Pedro Sula/Honduras: Bei einem Massaker in einer Schuhfabrik kommen 18 Menschen ums Leben und fünf weitere werden verletzt.[18]

### Mittwoch, 8. September 2010
- Brüssel/Belgien: Die Europäische Kommission gibt bekannt, dass Pilsen in Tschechien und Mons in Belgien zu Kulturhauptstädten Europas werden.[19]

### Donnerstag, 9. September 2010

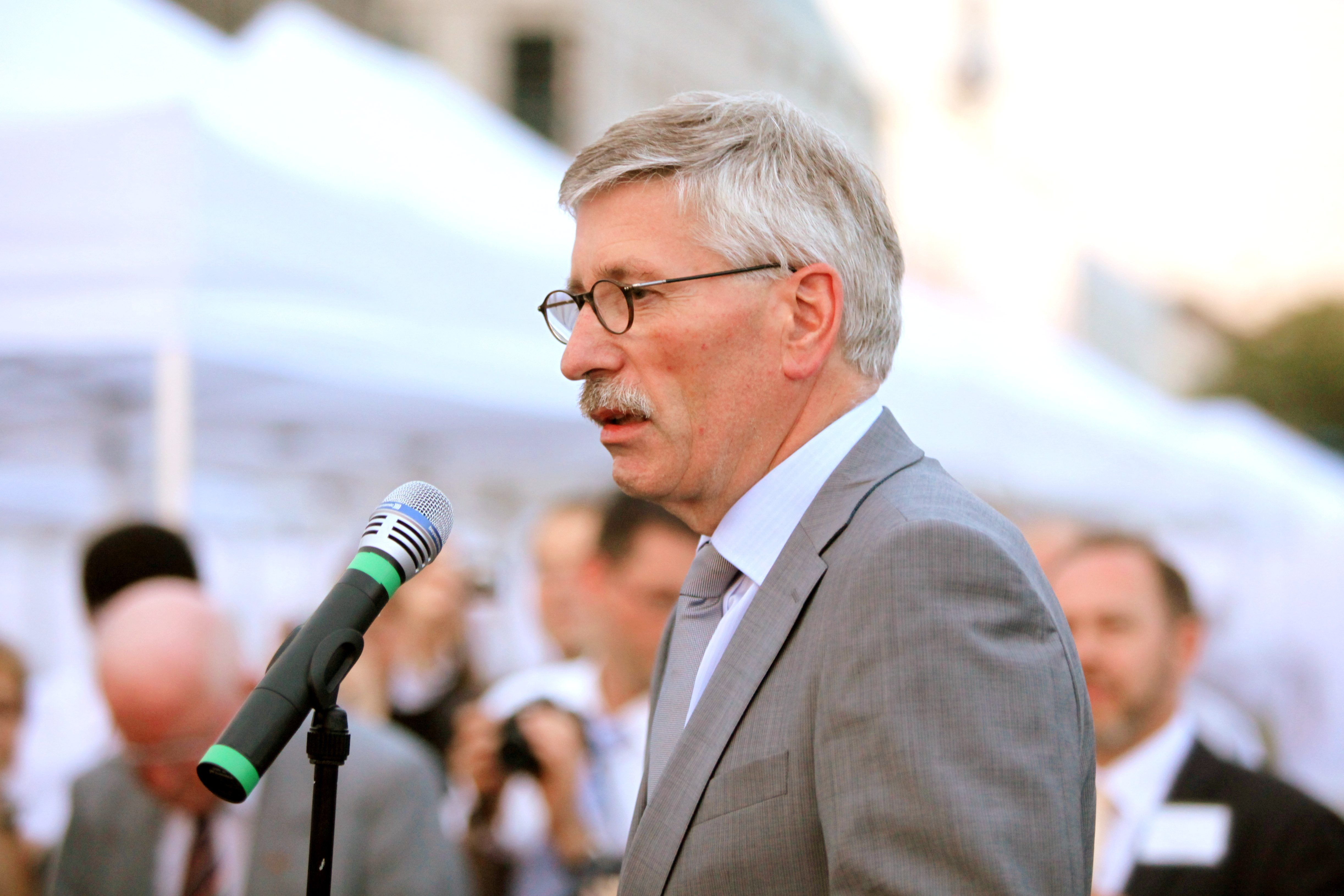
Thilo Sarrazin

- Frankfurt am Main/Deutschland: Nach anhaltender Kritik an seinen Äußerungen zur deutschen Ausländerpolitik kündigt die Deutsche Bundesbank den freiwilligen Rücktritt ihres Vorstandsmitglieds Thilo Sarrazin an.[20]
- Wladikawkas/Russland: Bei einem Anschlag in der Hauptstadt Nordossetien-Alaniens kommen mindestens 16 Menschen ums Leben und mehr als 100 weitere werden verletzt.[21]

### Freitag, 10. September 2010
- Ciudad Juárez/Mexiko: Bei mehreren Schießereien im Drogenkrieg kommen mindestens 25 Menschen ums Leben.[22]

### Samstag, 11. September 2010
- New York / Vereinigte Staaten: Die belgische Tennisspielerin Kim Clijsters gewinnt zum dritten Mal nach 2005 und 2009 das Dameneinzel bei den US Open.[23]
- Venedig/Italien: Die 67. Internationalen Filmfestspiele enden mit der Verleihung des Goldenen Löwen an den US-amerikanischen Beitrag Somewhere von Sofia Coppola.[24]

### Sonntag, 12. September 2010
- Ankara/Türkei: Das Volk nimmt in einem Referendum mit einer Mehrheit von circa 58 % die Änderung der seit 1982 gültigen Landesverfassung an.[25][26]
- Istanbul/Türkei: Im Finale der Basketball-Weltmeisterschaft 2010 gewinnen die Vereinigten Staaten mit 81:64 gegen die Gastgeber.[27]

### Montag, 13. September 2010
- New York / Vereinigte Staaten: Der spanische Tennisspieler Rafael Nadal gewinnt zum ersten Mal die das Herreneinzel der US Open.[28]
- Washington, D.C. / Vereinigte Staaten: Nach Angaben von Präsident Barack Obama erfolgt mit Saudi-Arabien das größte Rüstungsgeschäft aller Zeiten.[29]

### Dienstag, 14. September 2010
- Brüssel/Belgien: Viviane Reding, Vizepräsidentin der Europäischen Kommission und EU-Kommissarin für Justiz, Grundrechte und Bürgerschaft, wirft Frankreich vor, die Abschiebung von Roma nur aufgrund von deren Zugehörigkeit zu einer ethnischen Minderheit zu betreiben, und spricht sich für die Einleitung eines Vertragsverletzungsverfahrens gegen Frankreich aus.[30]

### Mittwoch, 15. September 2010
- Murmansk/Russland: Präsident Dmitri Anatoljewitsch Medwedew und Norwegens Ministerpräsident Jens Stoltenberg unterzeichnen ein Abkommen zur Beendigung des seit 40 Jahren schwelenden Streites um die gemeinsame Grenze in der Barentssee und der Arktis. Damit einigen sich beide Staaten auf die Teilung eines 176.000 km² Gebietes und der gemeinsamen Nutzung grenzüberschreitender Erdgas- und Erdölvorkommen.[31]

### Donnerstag, 16. September 2010

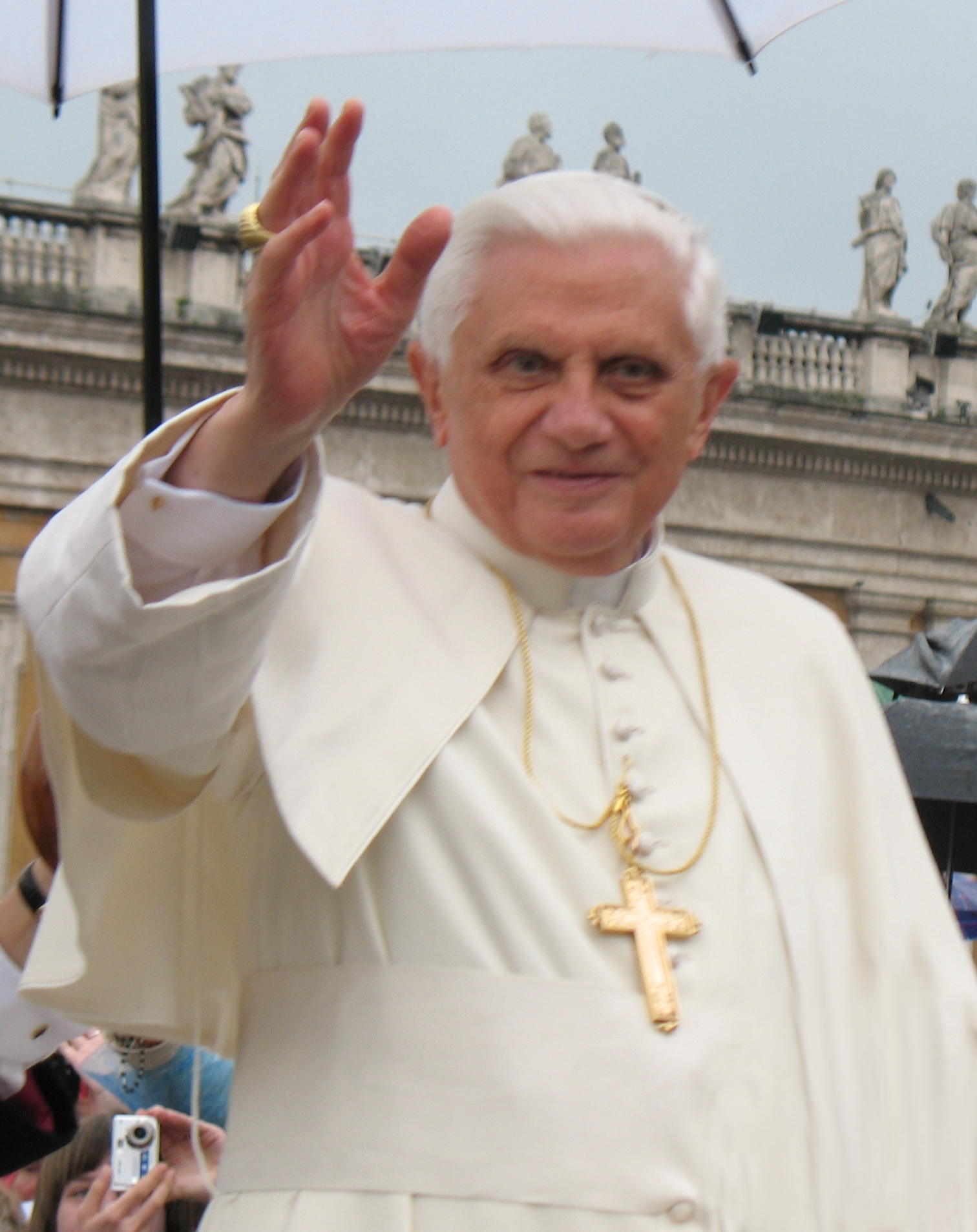
Papst Benedikt XVI.

- Brüssel/Belgien: Die Staats- und Regierungschefs der 27 Mitgliedstaaten der Europäischen Union einigen sich auf den Abschluss eines Freihandelsabkommens mit Südkorea.[32]
- Diyarbakır/Türkei: Bei einem Anschlag auf einen Bus kommen im Südosten des Landes mindestens zehn Menschen ums Leben und 15 weitere werden verletzt.[33]
- Edinburgh / Vereinigtes Königreich: Papst Benedikt XVI. beginnt den ersten offiziellen Staatsbesuch eines Papstes seit der Abspaltung der Anglikanischen Kirche 1534 in Großbritannien und wird von Königin Elisabeth II. und Prinz Philip, Duke of Edinburgh, empfangen.[34]
- Stuttgart/Deutschland: Prozessbeginn gegen den Vater des Amokläufers von Winnenden.[35]
- Wien/Österreich: Bei der Amadeus-Verleihung wird Anna F. für das beste Album und als Gewinnerin der Kategorie Pop & Rock ausgezeichnet.

### Freitag, 17. September 2010
- Karadiyanaru/Sri Lanka: Bei der Explosion eines mit Sprengstoff gefüllten Containers kommen im Distrikt Batticaloa circa 60 Menschen ums Leben.[36]
- Nouakchott/Mauretanien: Bei Gefechten zwischen der Armee und Mitgliedern der Al-Qaida im Maghreb im Nordosten des Landes kommen mindestens 17 Menschen ums Leben.[37]

### Samstag, 18. September 2010

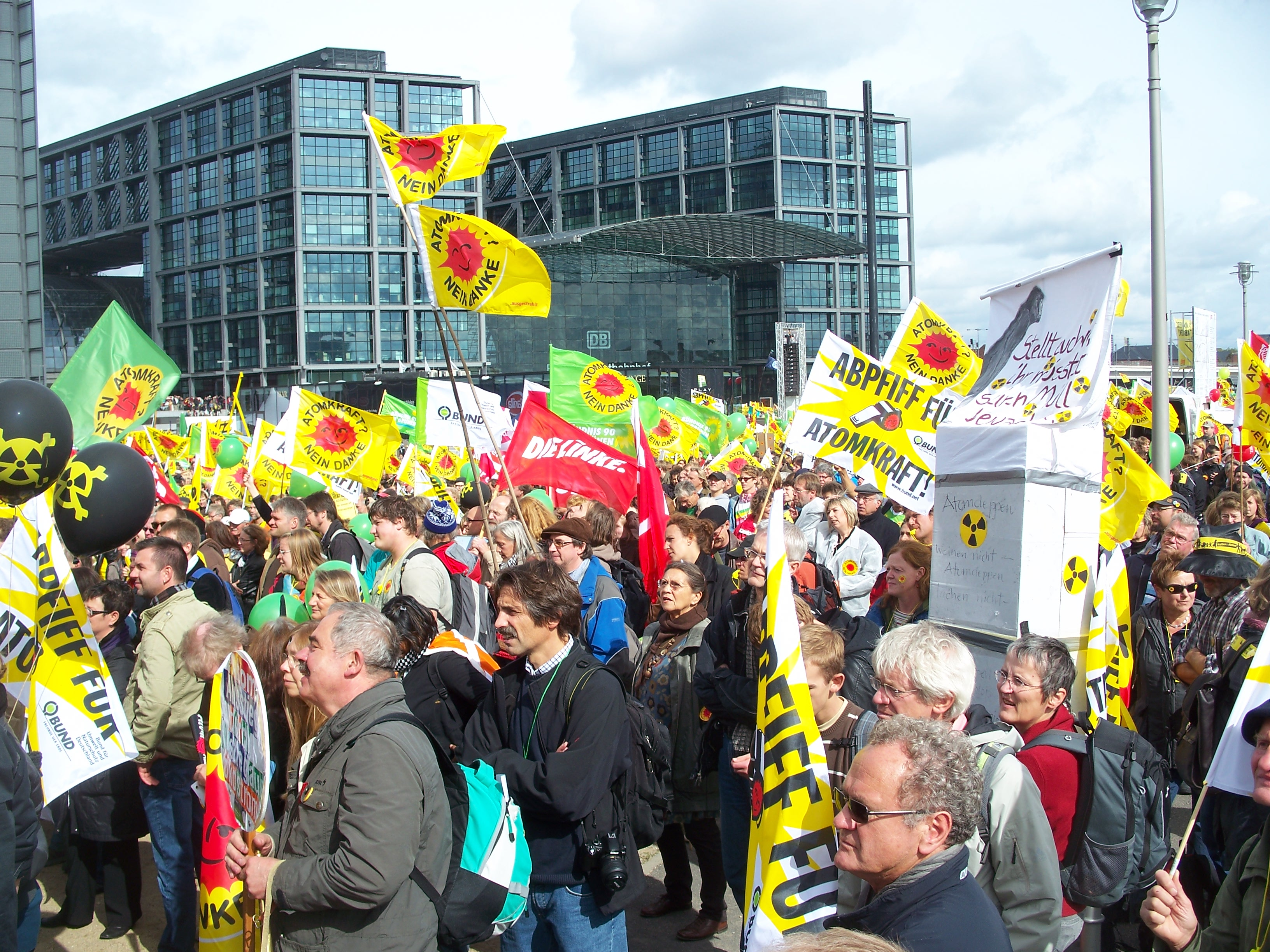
Atomkraftgegner in Berlin

- Berlin/Deutschland: Bis zu 100.000 Atomkraftgegner protestieren rund um das Kanzleramt gegen die Energiepolitik der Bundesregierung und die Laufzeitverlängerung deutscher Kernkraftwerke.[38]
- Kabul/Afghanistan: Die Parlamentswahl findet statt.[39]

### Sonntag, 19. September 2010

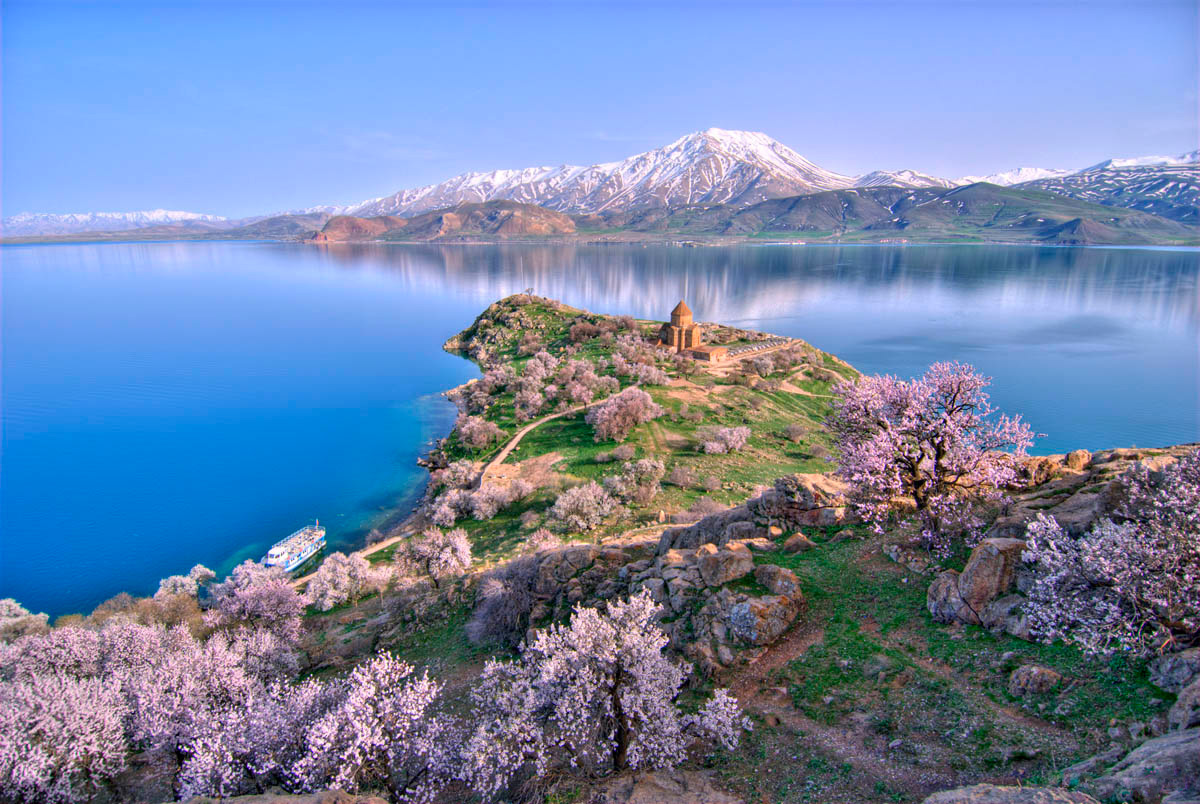
Akdamar-Insel im Vansee

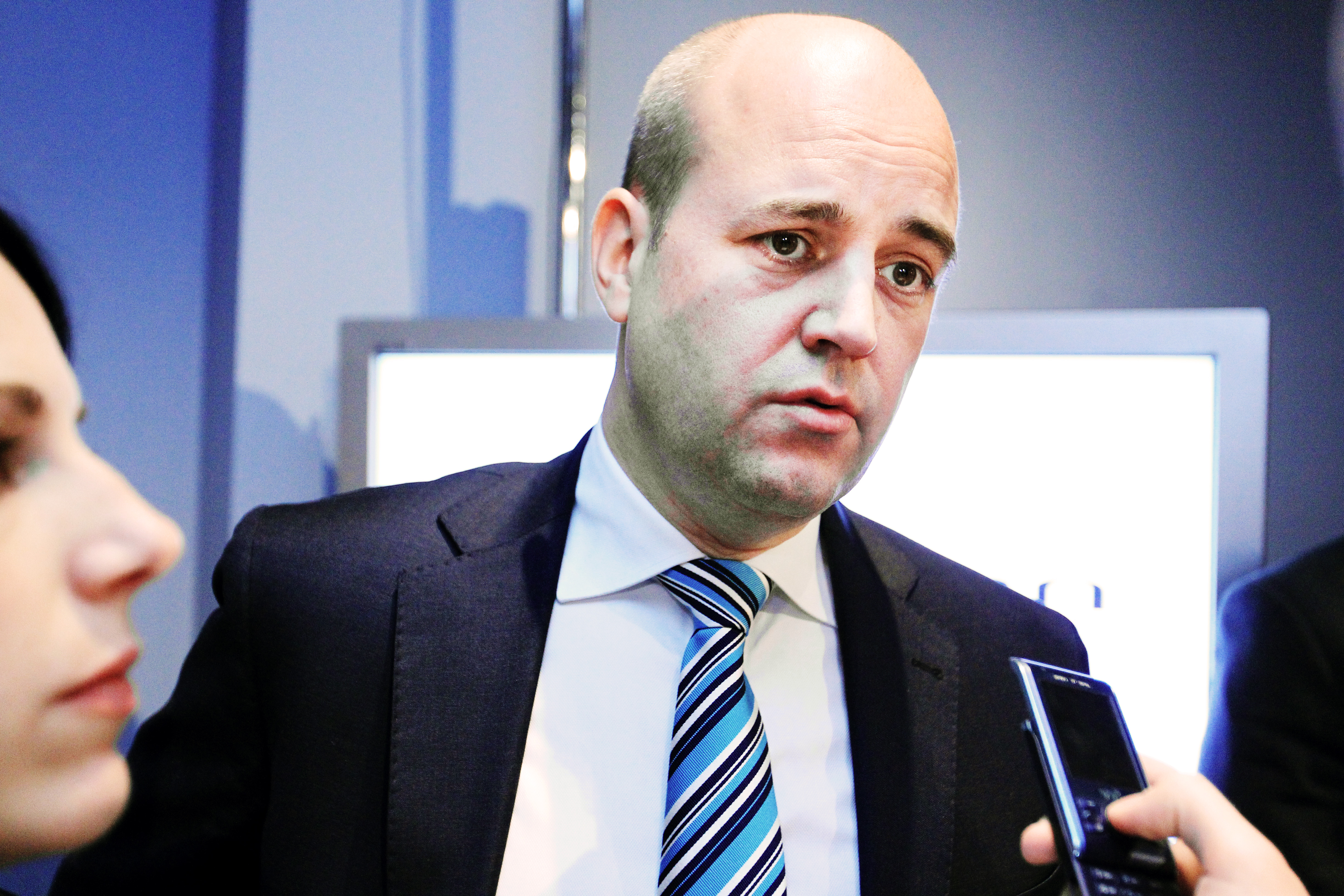
Fredrik Reinfeldt

- Bagdad/Irak: Bei mehreren Bombenanschlägen kommen mindestens 38 Menschen ums Leben und mehr als 104 weitere werden verletzt.[40]
- Duschanbe/Tadschikistan: Bei einem Anschlag auf einen Militärkonvoi im Südosten des Landes kommen mindestens 25 Menschen ums Leben.[41]
- Gevaş/Türkei: Zum ersten Mal seit fast 100 Jahren wird in der armenischen Kirche zum Heiligen Kreuz auf der Insel Akdamar im Vansee wieder eine christliche Messe abgehalten.[42]
- Golf von Mexiko: Fast fünf Monate nach dem Untergang der Bohrplattform Deepwater Horizon verschließt der Ölkonzern BP die defekte Ölquelle mit der „Bottom-Kill-Methode“ endgültig.[43]
- Madrid/Spanien: Der italienische Radrennfahrer Vincenzo Nibali gewinnt zum ersten Mal die Vuelta a España.[44]
- Stockholm/Schweden: Bei der Reichstagswahl entscheiden sich die meisten Wähler für das bürgerliche Bündnis Allianz unter Führung der Moderaten Sammlungspartei, die mit Fredrik Reinfeldt den aktuellen Ministerpräsidenten stellt, jedoch büßt die Allianz ihre absolute Mehrheit ein. Die rechtspopulistischen Schwedendemokraten ziehen erstmals in das Parlament ein.[45]

### Montag, 20. September 2010
- Badarwas/Indien: Bei einem Zugunglück im Zentrum des Landes kommen mindestens 21 Menschen ums Leben und mehr als 50 weitere werden verletzt.[46]

### Dienstag, 21. September 2010

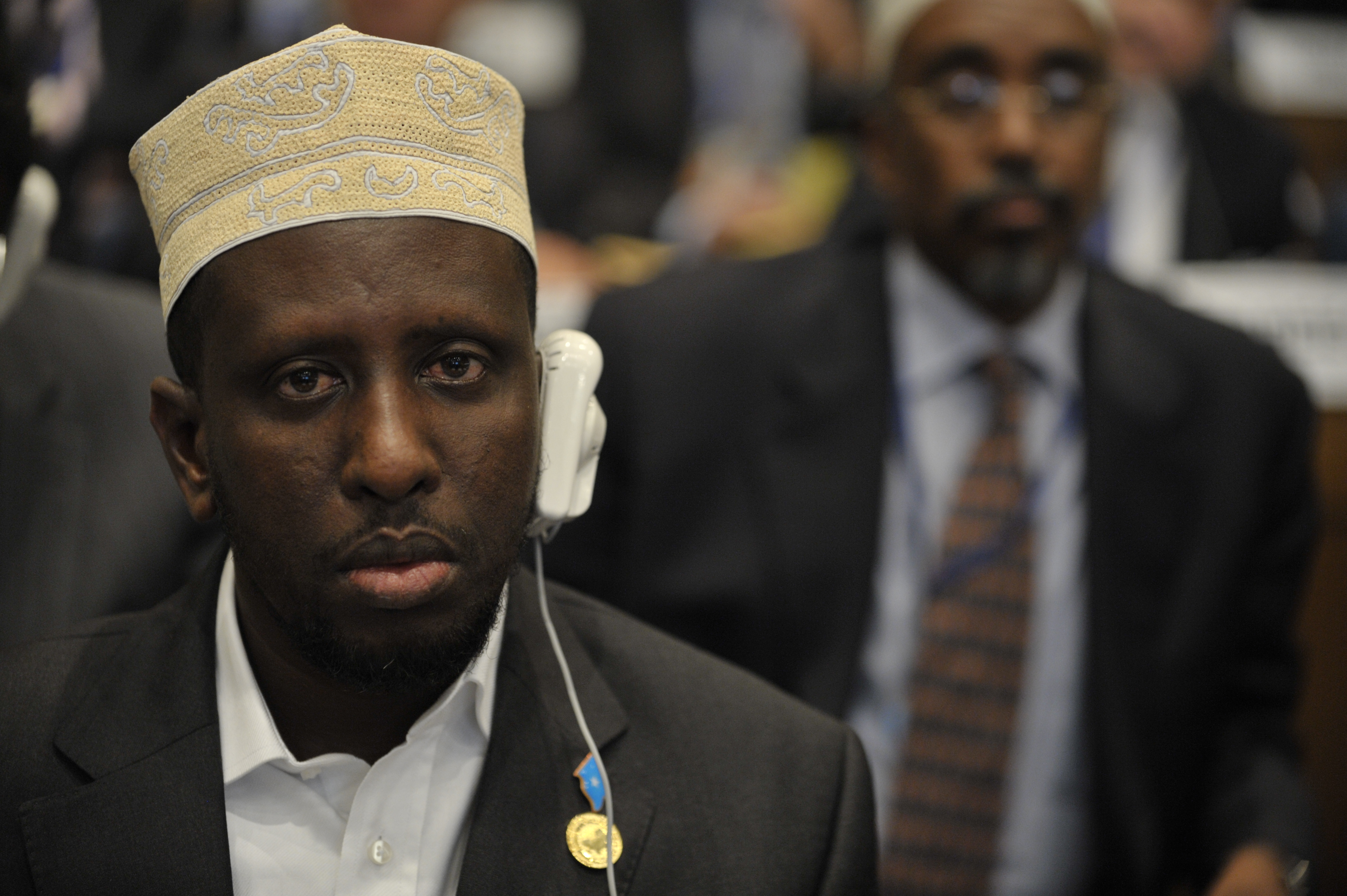
Sharif Sheikh Ahmed

- Mogadischu/Somalia: Ministerpräsident Omar Abdirashid Ali Sharmarke tritt im Streit mit Präsident Sharif Sheikh Ahmed um eine neue Verfassung zurück.[47]

### Mittwoch, 22. September 2010
- Bern/Schweiz: Die SP-Politikerin Simonetta Sommaruga und Johann Schneider-Ammann von der FDP werden bei den Bundesratswahlen 2010 neu in den Bundesrat gewählt.[48][49]
- Mahabad/Iran: Bei einem Bombenanschlag auf eine Militärparade kommen mindestens zehn Menschen ums Leben und Dutzende weitere werden verletzt.[50]
- Moskau/Russland: Beginn der zweitägigen internationalen Arktis-Konferenz der Anrainerstaaten Dänemark (Grönland), Kanada, Norwegen, Russland und Vereinigte Staaten (Alaska) zur Lösung von Gebietsstreitigkeiten.[51]

### Donnerstag, 23. September 2010

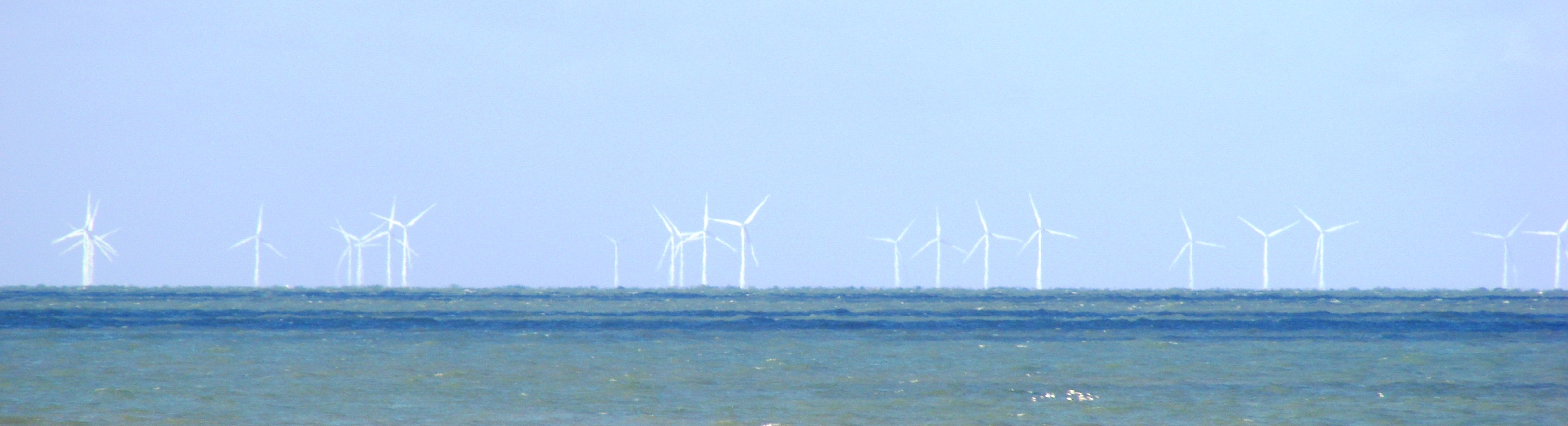
Offshore-Windpark Thanet

- Karlsruhe/Deutschland: Das Bundesverfassungsgericht weist eine Vorlage des Niedersächsischen Finanzgerichtes gegen den Solidaritätszuschlag zurück und bestätigt die Abgabe als verfassungsgemäß.[52]
- Thanet / Vereinigtes Königreich: Der Windpark Thanet als größter Offshore-Windpark der Welt geht in der südwestlichen Nordsee offiziell in Betrieb.[53]

### Freitag, 24. September 2010
- Addis Abeba/Äthiopien: Die Afrikanische Union gibt die Aufstockung ihrer Mission in Somalia von 8.000 auf 20.000 Soldaten bekannt.[54]
- Havanna/Kuba: Die Regierung beschließt umfangreiche Wirtschaftsreformen, um den Weg von der Plan- zur Marktwirtschaft zu ebnen.[55]

### Samstag, 25. September 2010
- Manchester / Vereinigtes Königreich: Der Politiker Ed Miliband wird zum neuen Vorsitzenden der Labour Party gewählt.[56]

### Sonntag, 26. September 2010
- Caracas/Venezuela: Bei den Parlamentswahlen verliert die Vereinigte Sozialistische Partei Venezuelas von Hugo Chávez die Zweidrittelmehrheit, während das Oppositionsbündnis „Tisch der demokratischen Einheit“ ein Drittel der abgegebenen Stimmen erlangt.[57]
- Graz/Österreich: Bei der Landtagswahl in der Steiermark wird die SPÖ mit 38,34 % der Stimmen stärkste Kraft vor der ÖVP mit 37,2 %. Die FPÖ, die Grünen und die KPÖ werden ebenfalls im künftigen Landtag vertreten sein.[58]
- Königs Wusterhausen/Deutschland: Bei einem Busunglück auf dem Autobahnkreuz Schönefeld kommen 14 Menschen ums Leben und mehr als 38 weitere werden verletzt.[59]

### Montag, 27. September 2010
- Braunschweig/Deutschland: Forscher geben bekannt, dass sie eine neue Nanoschicht für Glasscheiben entwickelt haben. Zukünftig soll Eiskratzen kaum noch bei Autoscheiben notwendig sein.[60]
- Hamburg/Deutschland: Auf dem Flughafen beginnt ein Testlauf zum Einsatz von Körperscannern im Rahmen der Flughafensicherheit.[61]
- Monaco/Monaco: Die 31 Meter lange Yacht Tûranor PlanetSolar bricht zur ersten Weltumrundung eines solargetriebenen Wasserfahrzeuges auf.[62]

### Dienstag, 28. September 2010
- Den Haag/Niederlande: Das Land erhält nach den Parlamentswahlen eine rechtsgerichtete Minderheitsregierung.[63]
- Moskau/Russland: Staatspräsident Dmitri Medwedew entlässt den seit 18 Jahren amtierenden Oberbürgermeister Juri Luschkow.[64]

### Mittwoch, 29. September 2010
- Oakland / Vereinigte Staaten: Forscher der University of California geben die Entdeckung zweier weiterer Planeten um Gliese 581 mit den Bezeichnungen Gliese 581 f und Gliese 581 g bekannt.[65]

### Donnerstag, 30. September 2010
- Quito/Ecuador: Angehörige der Polizei und der Armee beginnen eine Meuterei.[66]
- Stockholm/Schweden: Zu den Trägern des Right Livelihood Award, des Alternativen Nobelpreises, zählen der nigerianische Umweltschützer Nnimmo Bassey, der aus Österreich stammende und in Brasilien wirkende Bischof Erwin Kräutler, die nepalesische Organisation Sappros und deren Gründer Shrikrishna Upadhyay sowie die israelische Organisation Mediziner für Menschenrechte.[67]
- Stuttgart/Deutschland: 33 Jahre nach der Ermordung von Generalbundesanwalt Siegfried Buback beginnt im Stadtteil Stammheim der Prozess gegen das ehemalige RAF-Mitglied Verena Becker.[68]
- Stuttgart/Deutschland: Bei einer Demonstration mehrerer tausend Menschen gegen Stuttgart 21 werden bis zu 400 Personen bei der Räumung des Schlossgartens durch die Polizei verletzt.[69] Zwei Demonstranten werden schwer an den Augen verletzt,[70] einer davon, der Ingenieur Dietrich Wagner, erblindet nahezu.[71]

## Weblinks

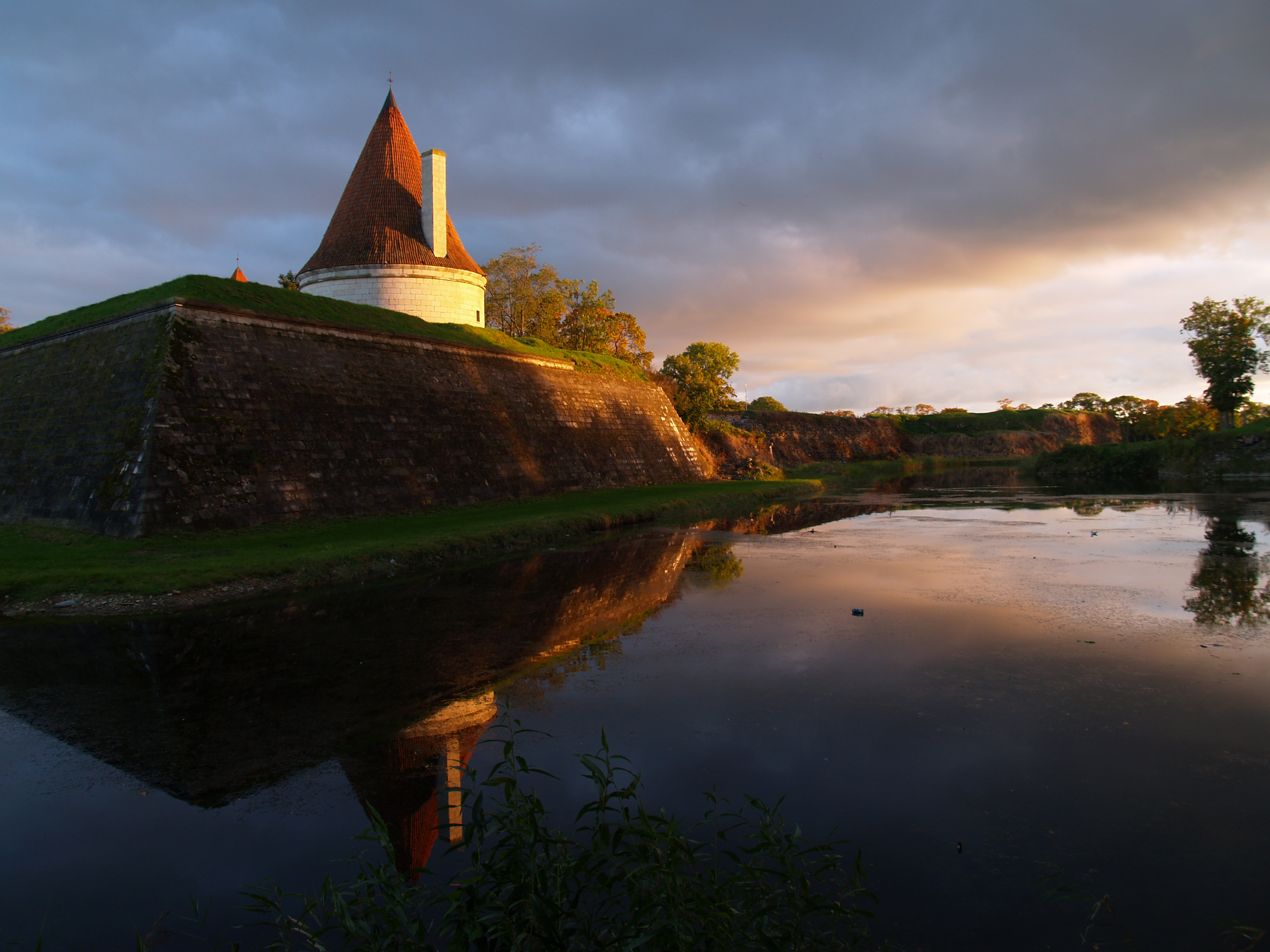
Estland im September 2010